# Щолкін Кирило Іванович
Щолкін Кирило Іванович (*17 травня 1911, Тбілісі — †8 листопада 1968, Москва) — російський вчений-ядерник. Перший науковий керівник і головний конструктор ядерного центру Челябінськ-70 (Снєжинськ, c 1992 РФЯЦ-ВНІІТФ — Російський Федеральний Ядерний Центр — Всеросійський науково-дослідний інститут технічної фізики).
Член-кореспондент АН СРСР (з 23 жовтня 1953, відділення фізико-математичних наук). Фахівець у галузі горіння і детонації, ролі турбулентності в зазначених процесах (саме йому належить формулювання теорії детонації спину), в науковій літературі відомий термін «зона турбулентного полум'я за Щолкіним».

## Біографія
Щолкін Кирило Іванович  народився 17 травня 1911 року в Тбілісі. Мати — Віра Олексіївна Щолкіна, вчителька. Батько — Іван Юхимович Щолкін, землемір.
У 1924–1928 роках навчався в Карасубазарі, де нині розташований меморіал на його честь. У 1932 році закінчив фізико-технічний факультет Кримського державного педагогічного інституту. Дисертацію (тема — газодинаміка горіння) на здобуття наукового ступеня кандидата технічних наук захистив у 1938-му, докторську — в 1945-му (опонентами з'явилися майбутні академіки — основоположник теорії повітряно-реактивних двигунів Б. C. Стечкин, видатний фізик-теоретик Л. Д. Ландау і видатніший аеродинамік С. А. Християнович), став професором фізико-математичних наук у 1947 році. У 1949 став одним із творців радянської атомної бомби, працюючи під орудою І. В. Курчатова, який закінчив той самий ВИШ Криму. 1953-го зробився одним із батьків водневої бомби.

## Нагороди
- Тричі Герой Соціалістичної Праці (1949, 1951, 1954).
- Лауреат Ленінської премії (1958) та Сталінської премії (1949, 1951, 1954).
- Нагороджений чотирма орденами Леніна, орденами Трудового Червоного Прапора і Червоної Зірки, а також медалями.